# Hoyle Brothers
Hoyle Brothers Co. Ltd. war ein britischer Hersteller von Automobilen.

## Unternehmensgeschichte
Das Unternehmen aus Brighouse begann 1902 mit der Produktion von Automobilen. Der Markenname lautete New Century. 1904 endete die Produktion.

## Fahrzeuge
Im Angebot stand nur ein Modell. Dies war ein leichter offener Zweisitzer. Ein Einzylindermotor trieb über Kette die Hinterachse an. Das Getriebe hatte zwei Gänge. Die Höchstgeschwindigkeit war mit 29 km/h angegeben.